# Nelly Moenne-Loccoz
Nelly Moenne-Loccoz, née le 9 avril 1990 à Annecy, est une snowboardeuse française spécialisée, jusqu'en mars 2020, dans les épreuves de snowboardcross et vice-championne du monde 2011 et 2015.

## Biographie
Elle fait ses études au Lycée Berthollet à Annecy puis des études de commerces à l'IUT d'Annecy. Licenciée au ski club du Grand Bornand, elle a participé aux Championnats du monde 2009 à Gangwon où elle prend la neuvième place et meilleure Française. En Coupe du monde, elle réalise de nombreux top 10 entre 2008 et 2010 dont un podium avec une troisième place à Arosa le 20 décembre 2008.
Le 16 février 2010, elle termine 6e des Jeux olympiques d'hiver de 2010. En 2013, Nelly remporte sa première victoire en coupe du monde à Veysonnaz devant la canadienne Dominique Maltais. En 2014, nouvelle participation aux Jeux Olympiques de Sochi (11e place). 
En 2014-2015, Nelly réalise sa meilleure saison avec une deuxième médaille d'argent aux Championnats du Monde à Kreischberg, une médaille de bronze aux X Games  et le globe de cristal de la discipline (vainqueur du classement général de la Coupe du monde de snowboardcross) grâce à trois secondes places lors des épreuves de coupe du monde.
En 2017, elle remporte un titre de championne du monde de snowboardcross par équipes.
Étant gendarme adjoint volontaire, son employeur, le Ministère de la Défense lui octroie du temps pour pratiquer son sport.
Le 11 mai 2020, après 14 années en tant que snowboardeuse professionnelle, elle annonce qu'elle met un terme à sa carrière sportive. Elle se consacre entièrement par la suite au photojournalisme.

## Palmarès

### Jeux olympiques
| Épreuve / Édition   | Snowboardcross |
| ------------------- | -------------- |
| JO 2010 Vancouver   | 6e             |
| JO 2014 Sotchi      | 11e            |
| JO 2018 Pyeongchang | 10e            |

### Championnats du monde
| Épreuve / Édition           | Snowboardcross    |
| --------------------------- | ----------------- |
| Mondiaux 2009 Gangwon       | 9e                |
| Mondiaux 2011 La Molina     | Argent            |
| Mondiaux 2013 Stoneham      | 17e               |
| Mondiaux 2015 Kreischberg   | Argent            |
| Mondiaux 2017 Sierra Nevada | Individuelle : 7e |
| Mondiaux 2017 Sierra Nevada | Par équipes : Or  |
| Mondiaux 2019 Utah          | Individuelle : 9e |
| Mondiaux 2019 Utah          | Par équipes : 7e  |

### Coupe du monde
- 1 gros globes de cristal :
  - Vainqueur du classement snowboardcross en 2015.
- 22 podiums dont 3 victoires dans des épreuves individuelles :
  - 16 mars 2013 — Veysonnaz,  Suisse
  - 12 décembre 2015 — Montafon,  Autriche
  - 24 janvier 2016 — Feldberg,  Allemagne
- Pour la saison 2007-2008 : 8e à la Coupe du monde de Leysin (Suisse), 8e à la finale de Coupe du monde de Valmalenco (Italie)
- Pour la saison 2008-2009 : 3e à la Coupe du monde d'Arosa (Suisse), 8e à la Coupe du monde de la Molina (Espagne).
- Pour la saison 2009-2010 : 4e de la coupe du monde de Bad Gastein (Autriche), 8e de la Coupe du monde de la Molina (Espagne) et 11e à la Coupe du monde de Stonham (Canada).
- Pour la saison 2010-2011 : 11e du classement final en Snowboardcross et 3e à Arosa (Suisse).
- Pour la saison 2011-2012 : 4e du classement final en Snowboardcross, 2e à Stoneham (Canada), 3e et 2e deux jours plus tard à Valmalenco (Italie).
- Pour la saison 2012-2013 : 2e du classement final en Snowboardcross, 3e à Blue Mountain (Canada), 2e à Sotchi (Russie), victoire à Veysonnaz (Suisse), 2e à Sierra Nevada.
- Pour la saison 2013-2014 : 6e du classement final en Snowboardcross, 2e à Veysonnaz (Suisse).
- Pour la saison 2014-2015 : globe de cristal (vainqueur du classement général de la coupe du monde), 3 seconde places en coupe du monde.

## Coupe d'Europe
- 2e à la Coupe d'Europe de Puy-Saint-Vincent (France) pour la saison 2007-2008.
- 3e à la Coupe d'Europe de Fiss (Autriche) pour la saison 2008-2009.
- 2 victoires aux Coupe d'Europe de Grasgehren (Allemagne), 2e à la Coupe d'Europe de Pitztal (Autriche) pour la saison 2014-2015.

## Championnats de France
- 6 fois championne de France en 2001, 2002, 2003, 2004, 2005 et vainqueur du circuit Coupe de France (géant parallèle) en 2006.
- Vice-championne de France en 2015.
- 3e en 2011 et 2013.